# 新苗超級市場

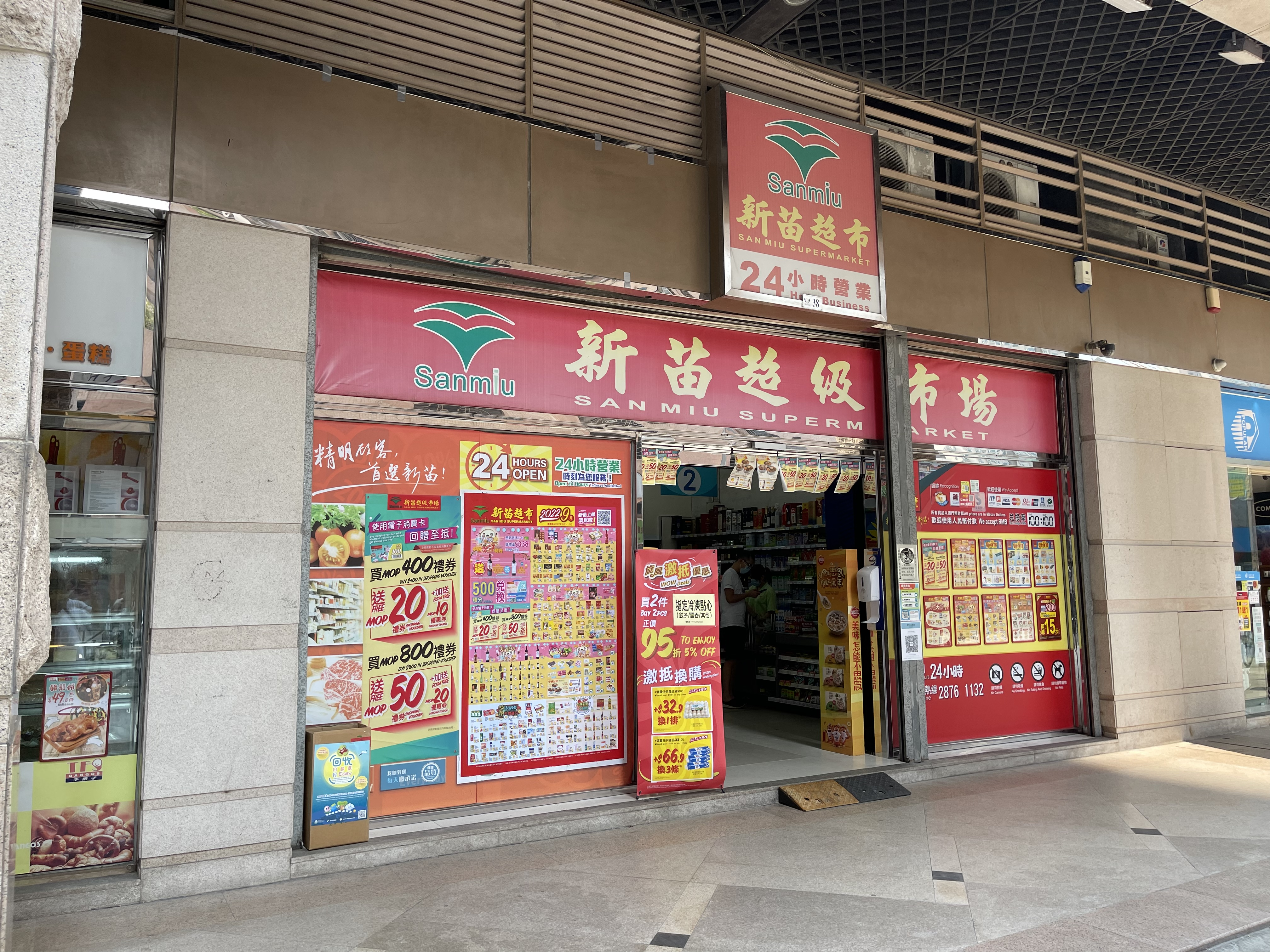
新苗超級市場-海名居分店

新苗超級市場（英語：San Miu Supermarket Limited）是澳門其中一間大型連鎖超級市場，兼營出入口貿易以及商品批發的有限公司。

## 歷史
新苗超級市場創立於1991年，是當時澳門第一家有規模的大型超級市場，由澳門福建總商會創會會長、福建省政協委員許自勵及其太太莊美容所創。90年代後期，受國內宏觀調控及香港「九七金融風暴」影響，澳門經濟亦相應下滑，在經濟不景的情況下，澳門居民唯有北上珠海購物，市面一片冷清、蕭條的景象。許自勵堅持「危機即是商機」的判斷和信心，毅然決然的要趁此機會大展拳腳，拓展更多的「新苗」分店，在零售業市場上逆市搶灘，在經營上自有一套的許自勵，率先打出新苗超級市場「平過拱北，薄利多銷」的經營口號。自1998年開拓第一間新苗超級市場總店起，在短短的幾年間，「新苗」分店已遍佈全澳門半島及氹仔離島，
現於澳門擁有15家分店，員工400多名，年營業額超過5億澳門元的集團企業。另外該公司另配備有5萬呎總貨倉、一家西餅面包制造廠及一間禽蛋廠。属下還設置新苗及大地兩家貿易公司，負責公司商品的出入口貿易及商品批發等業務的運作。並在廣東省的中山市及珠海市兩地分別設置辦事處，協助公司在國內的業務運作。
2015年3月25日，香港牛奶國際宣布已完成收購澳門新苗超市有限公司。。
在2024年牛奶國際對新苗超市业务相关的商誉進行完全减值，减值费用为1.205亿美元

## 資料參考
1. ↑  . 文匯報. 2011年12月20日.
2. ↑   (PDF).   [2015-03-25]. （原始内容存档 (PDF)于2015-09-23）.

## 外部連結
- 新苗超級市場網頁 （页面存档备份，存于）
- MIF - 澳門新苗超級市場有限公司